# MHC Dieren
MHC Dieren is een Nederlandse hockeyclub uit de Gelderse plaats Dieren.
De club werd opgericht op 15 februari 1963 en speelt aan de Imboslaan 2A in Dieren, waar ook een voetbalvereniging is gevestigd. De eerste heren- en damesteams komen in het seizoen 2019/20 beide uit in de Vierde klasse van de KNHB. In de zomer van 2017 vond een verplaatsing van de club plaats vanaf zijn oorspronkelijke locatie naar de huidige locatie van het complex.